# Fullerton (Nebraska)
Pour les articles homonymes, voir Fullerton.
Fullerton est une ville américaine située dans l'État du Nebraska. Elle est le siège du comté de Nance.

## Démographie
| Groupe            | Fullerton | Nebraska | États-Unis |
| ----------------- | --------- | -------- | ---------- |
| Blancs            | 98,3      | 86,1     | 72,4       |
| Afro-Américains   | 0,5       | 4,5      | 12,6       |
| Autres            | 0,5       | 6,2      | 11,2       |
| Amérindiens       | 0,5       | 1,0      | 0,9        |
| Métis             | 0,3       | 2,2      | 2,9        |
| Total             | 100       | 100      | 100        |
|                   |           |          |            |
| Latino-Américains | 1,0       | 9,2      | 16,7       |

Selon l'American Community Survey, pour la période 2011-2015, 98,62 % de la population âgée de plus de cinq ans déclare parler anglais à la maison, alors que 1,15 % déclare parler l'allemand et 0,23 % une autre langue.
Durant la période 2012-2016, 1 % de la population de la ville est née étrangère (contre 6,7 % à l'échelle de l’État et 13,2 % à l'échelle nationale). 71,4 % d'entre sont ainsi nés en Europe et 28,6 % en Afrique.